# Bellards formel
Bellards formel er en matematisk formel, der kan bruges til at udregne nde ciffer af π i base 16.
Bellards formel blev opdaget af Fabrice Bellard i 1997. Den er omtrent 43% hurtigere at bruge end Bailey–Borwein–Plouffe-formlen. Den har været brugt i PiHex, det nu fuldendte distributed computing-projekt.
En vigtig anvendelse er til at verificere udregning af alle cifre af pi udregnet på andre måder. I stedet for at skulle udregne alle cifrene to gange med forskellige algoritmer for at sikre at en udregning er korrekt, kan de sidste cifre af en meget lang alle-cifre-udregning verificeres af den meget hurtigere Bellards formel.
Formel:
{\displaystyle {\begin{aligned}\pi ={\frac {1}{2^{6}}}\sum _{n=0}^{\infty }{\frac {(-1)^{n}}{2^{10n}}}\,\left(-{\frac {2^{5}}{4n+1}}\right.&{}-{\frac {1}{4n+3}}+{\frac {2^{8}}{10n+1}}-{\frac {2^{6}}{10n+3}}\left.{}-{\frac {2^{2}}{10n+5}}-{\frac {2^{2}}{10n+7}}+{\frac {1}{10n+9}}\right)\end{aligned}}}